# Euderus saperdae
Euderus saperdae är en stekelart som beskrevs av Miller 1965. Euderus saperdae ingår i släktet Euderus och familjen finglanssteklar. Inga underarter finns listade i Catalogue of Life.